# Démographie de Besançon
Pour un article plus général, voir Besançon.
Besançon, avec une population de plus de 120 000 habitants, est la 34e plus grande ville de France. C'est la plus grande ville de Franche-Comté et son agglomération est la septième du Grand Est français (régions Bourgogne-Franche-Comté et Grand Est).

## Chiffres de la population
La commune de Besançon comptait 120 057 habitants en 2022 d'après le recensement de l'Insee, ce qui la place au 34e rang en France métropolitaine.
Besançon est la première unité urbaine de Franche-Comté avec environ 141 000 habitants, devant celles de Montbéliard, 113 000 habitants, et de Belfort, 77 000 habitants. Son aire d'attraction, qui compte quant à elle 283 000 habitants, est le plus grand pôle urbain de Franche-Comté, devant les aires d'attraction de Montbéliard et Belfort.

## Évolution démographique
| 1793   | 1800   | 1806   | 1821   | 1831   | 1836   | 1841   | 1846   | 1851   |
| ------ | ------ | ------ | ------ | ------ | ------ | ------ | ------ | ------ |
| 25 328 | 28 436 | 28 727 | 26 388 | 29 167 | 29 718 | 36 461 | 39 949 | 41 295 |

| 1856   | 1861   | 1866   | 1872   | 1876   | 1881   | 1886   | 1891   | 1896   |
| ------ | ------ | ------ | ------ | ------ | ------ | ------ | ------ | ------ |
| 43 544 | 46 786 | 46 961 | 49 401 | 54 404 | 57 067 | 56 511 | 56 055 | 57 556 |

| 1901   | 1906   | 1911   | 1921   | 1926   | 1931   | 1936   | 1946   | 1954   |
| ------ | ------ | ------ | ------ | ------ | ------ | ------ | ------ | ------ |
| 55 362 | 56 168 | 57 978 | 55 652 | 58 525 | 60 367 | 65 022 | 63 508 | 73 445 |

| 1962   | 1968    | 1975    | 1982    | 1990    | 1999    | 2006    | 2011    | 2016    |
| ------ | ------- | ------- | ------- | ------- | ------- | ------- | ------- | ------- |
| 95 642 | 113 220 | 120 315 | 113 283 | 113 828 | 117 733 | 117 080 | 115 879 | 116 466 |

| 2021    | 2022    | - | - | - | - | - | - | - |
| ------- | ------- | - | - | - | - | - | - | - |
| 119 198 | 120 057 | - | - | - | - | - | - | - |

L'analyse de l'évolution de la population de la commune de Besançon sur les deux derniers siècles nous permet de dégager quatre grandes périodes distinctes : 
La première, incluant les deux derniers tiers du XIXe siècle, est marquée par un essor soutenu de la population, puisqu'entre 1836 et 1896, la population est quasiment multipliée par deux. Ceci s'explique par les effets de la Révolution industrielle qui marque le développement de l'industrie horlogère et textile et l'arrivée du chemin de fer à Besançon. La première moitié du XXe siècle est caractérisée par une stabilisation autour de 60 000 habitants, les deux conflits mondiaux et la crise économique des années 1930 n'épargnant pas Besançon. Une nouvelle période d'accroissement correspondant à la période des Trente Glorieuses permet à la capitale comtoise de voir sa population doubler, passant de 64 000 habitants en 1946 à 120 000 en 1975. Elle est facilitée par la construction de grands ensembles et de zones à urbaniser en priorité (ZUP) telles que Planoise, qui permettent de loger les nombreux immigrés, algériens et marocains majoritairement, qui répondent à l'appel de main-d'œuvre de l'économie locale. 
Puis, à nouveau, durant les trente dernières années, l'évolution démographique est stoppée, fluctuant légèrement autour d'un niveau moyen de 115 000 habitants. C'est la crise des industries horlogère et textile pendant les années 1970 et 1990, celles-là mêmes qui avaient permis à la ville de se développer au XIXe siècle, qui donne le coup d'arrêt. De conflits sociaux emblématiques (Lip, Rhodiaceta) en fermetures d'usines multiples, le secteur industriel de la cité bisontine est dévasté. Les emplois se font donc rares et de nombreux habitants quittent la ville. 
Cependant, une reconversion rapide et réussie vers les microtechniques, un développement du secteur tertiaire grâce aux lois de décentralisation de 1982-1983 et la mise en valeur d'un cadre de vie très agréable permettent à Besançon de se maintenir à flot d'un point de vue démographique et d'envisager aujourd'hui la construction de nouveaux quartiers résidentiels visant à accueillir des habitants supplémentaires.

## Espaces démographiques

### Unité urbaine
En France, selon la définition qu'en donne l'Insee, une unité urbaine est une commune ou un ensemble de communes (dites urbaines) dont plus de la moitié de la population réside dans une zone agglomérée de plus de 2 000 habitants dans laquelle aucune habitation n'est séparée de la plus proche de plus de 200 mètres.
| 1968    | 1975    | 1982    | 1990    | 1999    | 2008    | 2013    | 2020    |
| ------- | ------- | ------- | ------- | ------- | ------- | ------- | ------- |
| 121 047 | 132 322 | 127 998 | 131 484 | 136 902 | 138 400 | 138 218 | 140 290 |

#### Unité urbaine en 2008
En 2008, l'unité urbaine de Besançon regroupe onze communes pour une superficie totale de 122 km2 et une population de 135 652 habitants (dans la nouvelle délimitation de 2010, à partir de la base de données publiée par l'Insee le 10 mai 2011).
Les communes composant l'unité urbaine sont :
| Commune          | Population | Surface (km2) | Densité (hab./km2) | Taux de croissance 1999-2008 (%) |
| Besançon         | 117 599    | 65.05         | 1 808              | −0,11                            |
| Thise            | 3 237      | 8.93          | 362                | 6,62                             |
| Avanne-Aveney    | 2 375      | 8.62          | 276                | 24,8                             |
| École-Valentin   | 2 308      | 3.22          | 717                | 7,2                              |
| Miserey-Salines  | 2 117      | 6.20          | 341                | −1,85                            |
| Châtillon-le-Duc | 1 960      | 6.26          | 313                | 6,87                             |
| Pirey            | 1 772      | 6.67          | 266                | 22,97                            |
| Devecey          | 1 402      | 3.78          | 371                | −1,48                            |
| Beure            | 1 385      | 3.99          | 347                | 0,58                             |
| Chalezeule       | 1 126      | 3.94          | 286                | 18,28                            |
| Chalèze          | 371        | 5.68          | 65                 | 1,09                             |
| Total            | 135 652    | 122.34        | 1 109              | 0,95                             |

#### Unité urbaine en 1999
En 1999, l'unité urbaine de Besançon regroupe onze communes pour une superficie totale de 122 km2 et une population de 134 376 habitants.
Les communes composant l'unité urbaine sont:
| Zones            | Population | Surface (km2) | Densité (hab./km2) | croissance 1990-1999 |
| Besançon         | 117 733    | 65.05         | 1 810              | +3,43 %              |
| Thise            | 3 036      | 8.93          | 340                | +6,30 %              |
| Miserey-Salines  | 2 157      | 6.20          | 348                | +2,91 %              |
| École-Valentin   | 2 153      | 3.22          | 669                | +15,75 %             |
| Avanne-Aveney    | 1 903      | 8.62          | 221                | +1,76 %              |
| Châtillon-le-Duc | 1 834      | 6.26          | 293                | +16,96 %             |
| Pirey            | 1 441      | 6.67          | 216                | +16,77 %             |
| Devecey          | 1 423      | 3.78          | 376                | +1,57 %              |
| Beure            | 1 377      | 3.99          | 345                | +15,91 %             |
| Chalezeule       | 952        | 3.94          | 242                | +0,85 %              |
| Chalèze          | 367        | 5.68          | 65                 | -3,17 %              |
| Total            | 134 376    | 122.34        | 1 098              | +3,99 %              |

#### Unité urbaine en 1990
En 1990, l'unité urbaine de Besançon regroupe sept communes pour une superficie totale de 97 km2 et une population de 122 623 habitants.
Les communes composant l'unité urbaine sont :
| Zones            | Population | Surface (km2) | Densité (hab./km2) | croissance 1982-1990 |
| Besançon         | 113 828    | 65.05         | 1 750              | +0,48 %              |
| Thise            | 2 856      | 8.93          | 320                | +11,82 %             |
| École-Valentin   | 1 860      | 3.22          | 578                | +50 %                |
| Châtillon-le-Duc | 1 568      | 6.26          | 250                | +17,54 %             |
| Beure            | 1 188      | 3.99          | 298                | +1,89 %              |
| Chalezeule       | 944        | 3.94          | 240                | +16,26 %             |
| Chalèze          | 379        | 5.68          | 67                 | -1,04 %              |
| Total            | 122 623    | 97.07         | 1 263              | +1,53 %              |

### Aire d'attraction
Une aire d'attraction d'une ville est un ensemble de communes, d'un seul tenant et sans enclave, qui définit l'étendue de l'influence d'un pôle de population et d'emploi sur les communes environnantes. Elle est composée d'un pôle, défini à partir de critères de population et d'emploi, ainsi que d'une couronne constituée des communes dont au moins 15 % des actifs travaillent dans le pôle,. Publiée en octobre 2020, elle se substitue à la notion d'aire urbaine, dont le zonage remontait à 2010.

#### Aire d'attraction en 2020
En 2020, l'aire d'attraction de Besançon couvre 32 514,5 km2 et comporte 312 communes : 199 situées dans le Doubs, 87 en Haute-Saône et 26 dans le département du Jura.
| 1968    | 1975    | 1982    | 1990    | 1999    | 2009    | 2014    | 2021    |
| ------- | ------- | ------- | ------- | ------- | ------- | ------- | ------- |
| 193 840 | 214 102 | 221 772 | 234 595 | 250 615 | 269 766 | 275 692 | 283 127 |

## Structure de la population

### Structure par âges
| Année                           | Population | Pourcentages | Pourcentages | Pourcentages | Pourcentages | Pourcentages | Pourcentages   |
| ------------------------------- | ---------- | ------------ | ------------ | ------------ | ------------ | ------------ | -------------- |
| Année                           | Population | 0 à 14 ans   | 15 à 29 ans  | 30 à 44 ans  | 45 à 59 ans  | 60 à 74 ans  | 75 ans ou plus |
| 2017                            | 115 934    | 14,9         | 28,5         | 17           | 16,3         | 14,4         | 8,9            |
| Source : recensement Insee 2017 |            |              |              |              |              |              |                |

Avec 43,4 % de sa population ayant moins de 30 ans en 2017, Besançon présente un pourcentage supérieur à celui de 37,3 % enregistré au niveau national.

### Structure par sexes
Les femmes sont plus nombreuses à Besançon puisqu'elles représentaient 53,1 % de la population en 2015 contre 46,9 % pour les hommes. Au niveau national, ces chiffres étaient respectivement de 51,6 % et 48,4 %.
| Parité en %       | Homme | Femme |
| ----------------- | ----- | ----- |
| Besançon          | 46,9  | 53,1  |
| Moyenne nationale | 48,4  | 51,6  |

### Structure par ménages
| Ménages                        | Besançon | Niveau national |
| ------------------------------ | -------- | --------------- |
| Nombre total de ménages        | 55 159   | 23 810 161      |
| Ménages de 1 personne          | 44,8 %   | 31 %            |
| Ménages de 2 personnes         | 28,2 %   | 31,1 %          |
| Ménages de 3 personnes         | 12,5 %   | 16,2 %          |
| Ménages de 4 personnes         | 8,9 %    | 13,8 %          |
| Ménages de 5 personnes         | 3,7 %    | 5,5 %           |
| Ménages de 6 personnes ou plus | 1,9 %    | 2,4 %           |